# Clipperton

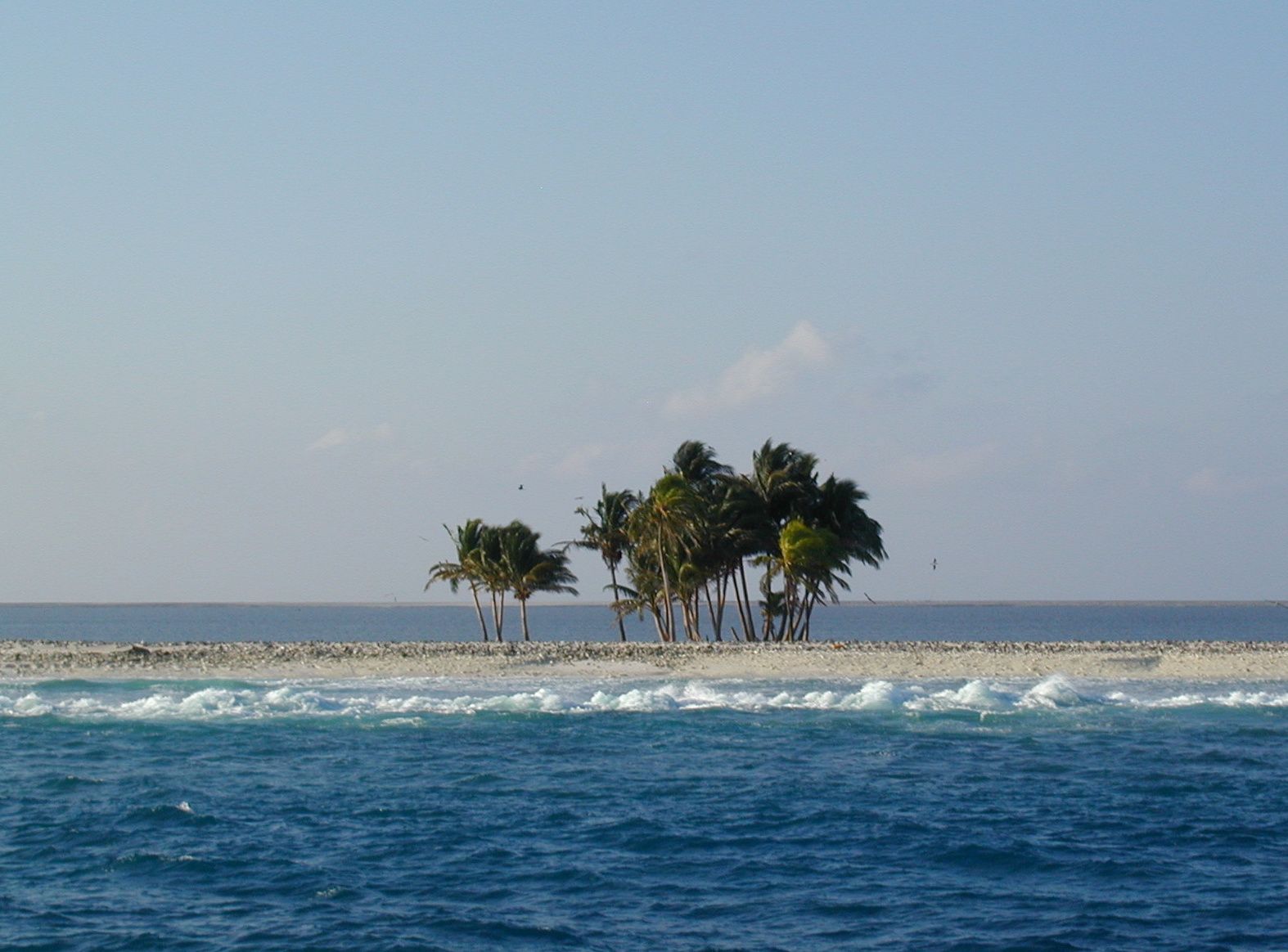
Kokospalmen op Clipperton.

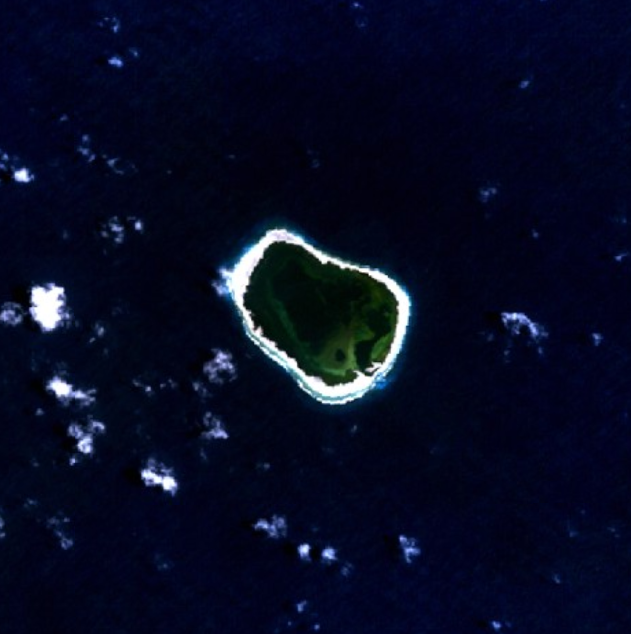
Luchtfoto van Clipperton. Het groengekleurde centrale deel is water.

Clipperton (Frans: Île Clipperton of soms Île de la Passion genoemd; Spaans: Isla de la Pasión) is een onbewoond atol in het noorden van de Grote Oceaan. Het ligt 1300 km ten zuidwesten van Mexico.

## Bestuurlijk
Het eiland is Frans grondgebied. Het wordt bestuurd door de minister van Overzees Frankrijk.
Het eiland werd vroeger beheerd door Mexico, maar tegenwoordig niet meer. Enkele nationalistische Mexicanen hebben wel gepoogd het eiland weer onder Mexicaans bestuur te brengen. Zij maken gebruik van enkele dubieuze historische claims. Zo beweren zij dat het eiland in werkelijkheid door de Spanjaarden is ontdekt, maar dat die het niet op hun kaarten hadden weergegeven. In 2001 boden zij een petitie aan aan president Fox, die weigerde erop in te gaan.
Er is nog wel enige discussie over de exclusieve economische zone (EEZ) rond Clipperton. Volgens sommige interpretaties van het VN-zeerechtverdrag bestaat er geen EEZ rond een eiland dat niet bewoond is. Dit kan van belang zijn voor de tonijnvisserij.

## Geschiedenis
Clipperton werd in 1521 ontdekt door Ferdinand Magellaan. In 1708 landden Fransen op het eiland en claimden het voor Frankrijk. Het eiland werd vernoemd naar John Clipperton, een piraat die hier in de achttiende eeuw zijn basis had.

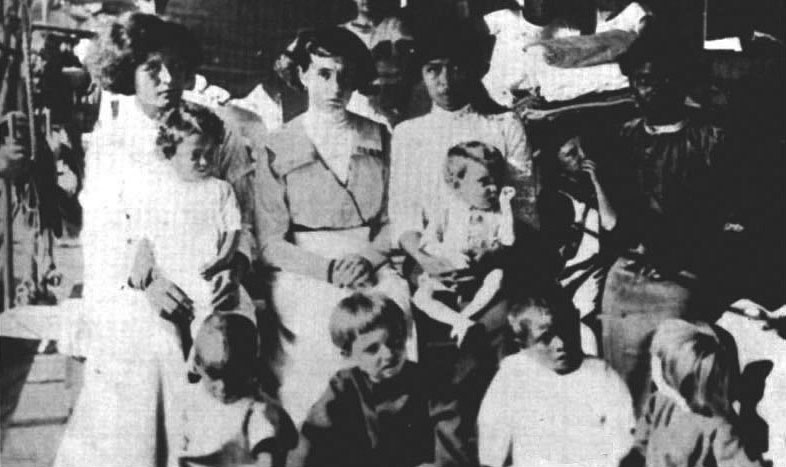
Mexicaanse overlevenden van Clipperton, 1917

In de negentiende eeuw werd Clipperton betwist door Frankrijk, Mexico en de Verenigde Staten. Een Britse mijnbouwonderneming kreeg in 1906 toestemming de guanovoorraden van het eiland te exploiteren. Hetzelfde jaar liet Porfirio Díaz er een vuurtoren bouwen en stuurde er een regiment soldaten naartoe. De bewoners werden elke twee maanden bevoorraad vanuit Acapulco. Door het escaleren van de Mexicaanse Revolutie viel die verbinding echter weg, waardoor de bewoners op zichzelf aangewezen waren. In 1915 was een groot deel van de bevolking omgekomen. De overlevenden kregen van de militaire scheepscommandant geen toestemming mee te gaan met een Amerikaans marineschip dat het eiland aandeed. In 1917 was vrijwel iedereen overleden en was vuurtorenwachter Victoriano Álvarez de enige overgebleven man. Hij riep zichzelf uit tot koning en begon te moorden en te verkrachten, tot hij gedood werd. In juli, enkele maanden na zijn dood, werden de laatste overlevenden, drie vrouwen en twee vrouwelijke kinderen (de mannelijke kinderen waren al voor Victoriano Álvarez gestorven), meegenomen door de USS Yorktown, die kwam kijken of het eiland door de Duitsers gebruikt werd.
Hierna ontstond tussen Frankrijk en Mexico onenigheid over het eigendom van Clipperton. Na arbitrage door het Permanent Hof van Internationale Justitie en Victor Emanuel III van Italië werd in 1931 besloten dat het eiland bij Frankrijk hoorde. Mexico erkende de Franse soevereiniteit pas in 1959. Tijdens de Tweede Wereldoorlog creëerden de Verenigde Staten in 1944 een opening in het atol en legden ze een vliegveld aan dat nog altijd bruikbaar is. Nadat Frankrijk hiertegen had geprotesteerd droegen de Verenigde Staten het eiland weer aan Frankrijk over en maakten ze de opening in het atol weer dicht. Na de Tweede Wereldoorlog zocht Frankrijk naar een bestemming voor het eiland. Het testen van atoomwapens, ontwikkelen voor toerisme en het aanleggen van een visserijhaven werden overwogen, maar uiteindelijk werd van iedere ontwikkeling van Clipperton afgezien.

## Klimaat
Het eiland heeft een tropisch oceanisch klimaat met een gemiddelde temperaturen van 20 tot 32 °C. Het regenseizoen loopt van mei tot oktober. Het eiland wordt vaak getroffen door tropische stormen.

## Vegetatie

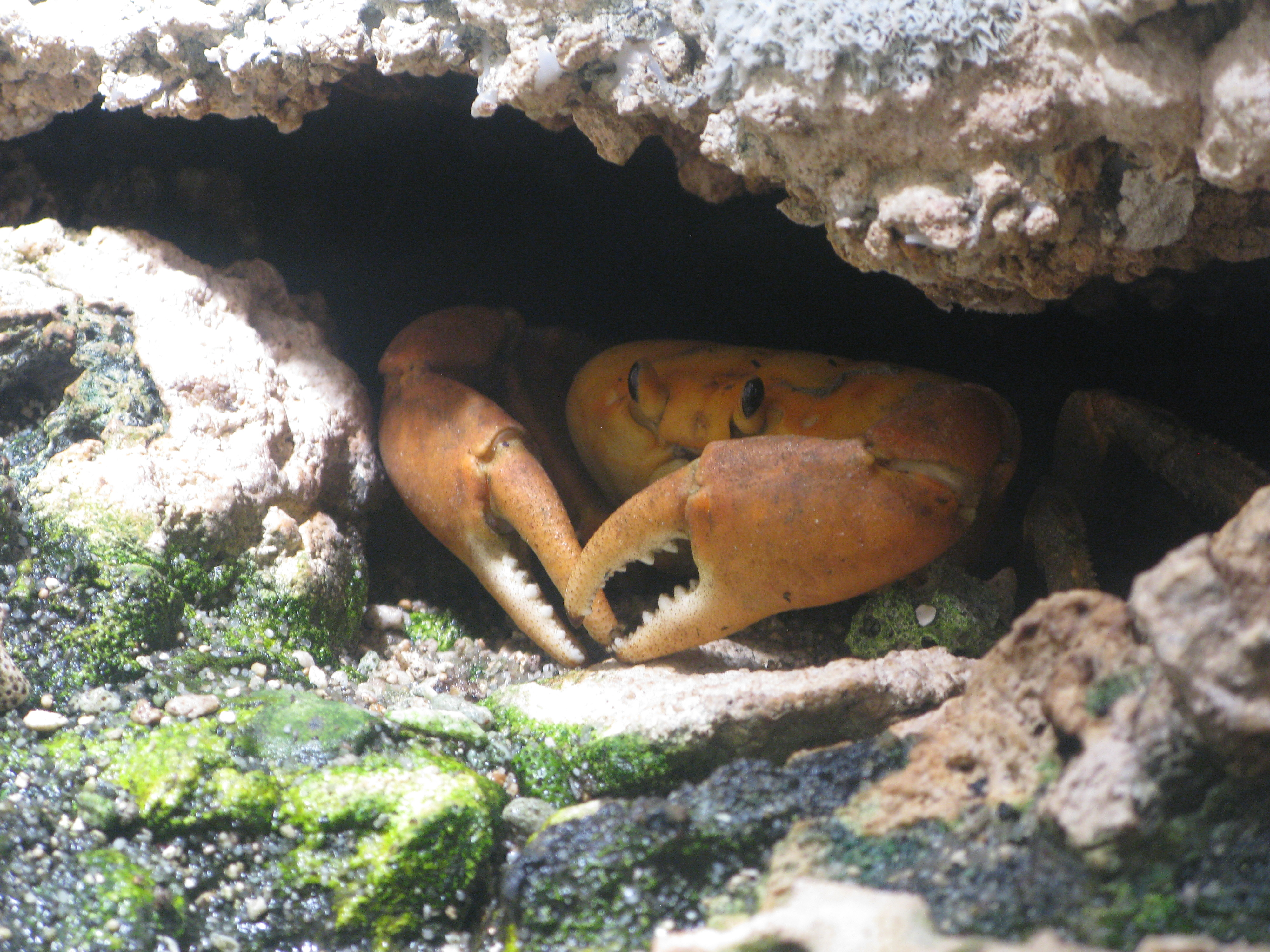
Krab van Clipperton.

De vegetatie bestaat voornamelijk uit lage struiken met hier en daar enkele alleenstaande kokospalmen.